# Баррі Левінсон
Ба́ррі Ле́вінсон (англ. Barry Levinson; нар. 6 квітня 1942, Балтимор, штат Меріленд) — американський (єврейського походження) сценарист, кінорежисер, актор та продюсер низки фільмів і телесеріалів. Батько американського режисера та актора Сема Левінсона.

## Біографія
Навчався в Американському університеті. Почав свою кар'єру зі сценаріїв телевізійних комедій і продовжував писати, знімати й продюсувати комедійне кіно. Однак славу Левінсону принесли серйозні, хоча й не позбавлені гумору, драматичні стрічки. Його першим повнометражним режисерським досвідом був «Ресторан» (1982) — картина про хлопців, які дорослішають у Балтиморі наприкінці 50-х. У цьому фільмі перші помітні ролі виконали майбутні зірки Мікі Рурк, Елена Баркін та Кевін Бейкон.
У «Природному дарі» (1984), драмі про долю бейсболіста, головну роль зіграв Роберт Редфорд, а другорядні — Гленн Клоуз та Кім Бесінгер. Фантастичну стрічку «Молодий Шерлок Холмс» (1985) Левінсон зняв під керівництвом Стівена Спілберга. У «Бляшаних людях» (1986) чудовий акторський дует склали Річард Дрейфус та Денні Девіто. Проте справжню популярність постановнику забезпечив хіт «Доброго ранку, В'єтнаме» (1987), де одну зі своїх найвідоміших ролей виконав Робін Вільямс. Режисер згадує, що найскладнішим для нього було не засміятися на зйомках. Коли йому вдавалось стриматися, Вільямс починав хвилюватись, що зіграв не смішно, і в наступному дублі робив усе можливе, щоб викликати сміх у всіх членів знімальної групи.
Не менш вдалою була наступна робота Левінсона — «Людина дощу» (1988) з Дастіном Хоффманом та Томом Крузом. Картина отримала дуже високі оцінки критиків і здобула «Оскари» за фільм, режисуру, сценарій та головну чоловічу роль. Кіноакадемія відзначила великою кількістю номінацій (в тому числі за режисуру) і стрічку Левінсона «Багсі» (1991) про знаменитого гангстера Багсі Сігела, головні ролі в якій виконали Воррен Бітті та Аннет Беннінг. Комедії «Іграшки» (1992) з Робіном Вільямсом і «Джиммі-Голлівуд» (1994) з Джо Пеші та Крістіаном Слейтером можна без вагань зарахувати до «чорних плям» у творчості митця. Натомість вдалими виявились його кримінальна драма «Ті, що сплять» (1996) і яскрава політична сатира «Хвіст вкрутить собакою» (1997). В обох випадках завдяки Левінсону на екрані зустрілись двоє видатних американських акторів сучасності — Роберт Де Ніро та Дастін Гоффман.
Після гучного провалу фантастичної «Сфери» (1998) з Хоффманом та Шерон Стоун «оскарівський» лауреат розчарувався у традиційній голлівудській продукції й зайнявся власними проєктами. Скромні недорогі картини «Висоти свободи» (1999) та «Вічний світ» (2000) не викликали інтересу у глядачів, і Левінсон повернувся у високобюджетне кіно, створивши кримінальну комедію «Бандити» (2001) з Брюсом Віллісом, Біллі Бобом Торнтоном та Кейт Бланшетт. Герой нової стрічки режисера «Людина року» — комедіант (Робін Вільямс), який випадково стає кандидатом на пост президента США.

## Фільмографія
- 1984 — Природний дар / The Natural
- 1985 — Молодий Шерлок Холмс / Young Sherlock Holmes
- 1987 — Доброго ранку, В'єтнаме / Good Morning, Vietnam
- 1988 — Людина дощу / Rain Man
- 1990 — Авалон / Avalon
- 1991 — Багсі / Bugsy
- 1994 — Джиммі-Голлівуд / Jimmy Hollywood
- 1994 — Викриття / Disclosure
- 1994 — Телевікторина / Quiz Show
- 1996 — Ті, що сплять / Sleepers
- 1997 — Хвіст крутить собакою / Wag the Dog
- 1998 — Сфера / Sphere
- 2001 — Бандити / Bandits
- 2002 — Одержимість / Possession
- 2002 — Аналізуючи те / Analyze That
- 2004 — Заздрість / Envy
- 2007 — Бі Муві: Медова змова / Bee Movie
- 2008 — Що тут сталося / What Just Happened
- 2010 — Ви не знаєте Джека / You Don't Know Jack
- 2012 — Затока / The Bay
- 2015 — Рок на Сході / Rock the Kasbah
- 2017 — Маестро брехні / The Wizard of Lies
- 2021 — Гаррі Гафт / The Survivor
- 2025 — Мудрі хлопці / Alto Knights
- TBA — Френсіс і Хрещений батько / Francis and the Godfather